# Rhizaxinella incrassata
Rhizaxinella incrassata är en svampdjursart som beskrevs av Thiele 1898. Rhizaxinella incrassata ingår i släktet Rhizaxinella och familjen Suberitidae.
Artens utbredningsområde är havet kring Japan. Inga underarter finns listade i Catalogue of Life.